# Стромај
Пол Ван Хавер (фр. Paul Van Haver; Етербек, 12. март 1985), познатији под псеудонимом Стромај (фр. Stromae) белгијски је музичар и кантаутор који се жанровски бави електронском и „хип хоп” музиком. Пажњу светске музичке јавности скренуо је на себе 2009. године када је објавио сингл Alors on danse који је за кратко време доспео на прво место на топ листама неколико европских земаља. Годину дана касније објавио је дебитантски албум Cheese. Своје песме изводи углавном на француском језику. 
Као главног музичког узора наводи Жака Брела.

## Биографија
Ван Хавер је рођен и одрастао у Етербеку, предграђу Брисела, у мешовитој руандско-белгијској породици. Његов отац Пјер Рутар, архитект по занимању, због посла је углавном био одсутан током његовог детињства, а страдао је 1994. као једна од жртава Геноцида у Руанди када је боравио у Руанди у посети породици.
Интерес за музику почео је показивати јако рано, још као једанаестогодишњи дечак, а убрзо је са другарима из школе основао реп групу коју је назвао Suspicion. Заједно са репером J.E.D.I. продуцирао је ис нимио спот за песму Faut que t'arrête le Rap..., али се реп дуо убрзо разишао. Следеће године потписује први уговор са издавачким кућама Because Music и Kilomaître. 
Током 2008. радио је као помоћник музичког уредника на музичкој радио станици NRJ где га је приметио музички менаџер Венсан Вербелен који је одлучио да јавно емитује његов први сингл Alors on danse који је наишао на одличан пријем код публике, а песму је јавно похвалило и неколико јавних личности, међу којима су били и Ана Винтур и Жан Клод ван Дам. Песма је за кратко време заузела водеће позиције на топ листама у многим европским земљама и донела му је бројна домаћа и страна признања.
Средином јуна 2010. објавио је први студијски албум под радним називом Cheese на ком се нашло укупно 11 песама, укључујући и синглове Alors on danse, Te quiero и House'llelujah.
Три године касније објављује сингл Papaoutai као увертиру за други студијски албум Racine carrée (дословни превод Квадратни корен, стилизовано као √) објављен 16. августа 2013. године.

## Дискографија

### Студијски албуми
- (2010)
- (2013)
- (2022)